# Mendon (Utah)
Mendon és una població dels Estats Units a l'estat de Utah. Segons el cens del 2000 tenia 898 habitants.

## Demografia
Segons el cens del 2000, Mendon tenia 898 habitants, 267 habitatges, i 233 famílies. La densitat de població era de 277,4 habitants per km².
Dels 267 habitatges en un 50,2% hi vivien nens de menys de 18 anys, en un 80,1% hi vivien parelles casades, en un 4,9% dones solteres, i en un 12,4% no eren unitats familiars. En l'11,6% dels habitatges hi vivien persones soles el 3% de les quals corresponia a persones de 65 anys o més que vivien soles. El nombre mitjà de persones vivint en cada habitatge era de 3,36 i el nombre mitjà de persones que vivien en cada família era de 3,65.
Per edats la població es repartia de la següent manera: un 35,9% tenia menys de 18 anys, un 11,9% entre 18 i 24, un 23,7% entre 25 i 44, un 21,3% de 45 a 60 i un 7,2% 65 anys o més.
L'edat mediana era de 26 anys. Per cada 100 dones de 18 o més anys hi havia 100 homes.
La renda mediana per habitatge era de 46.563 $ i la renda mediana per família de 51.528 $. Els homes tenien una renda mediana de 39.375 $ mentre que les dones 20.795 $. La renda per capita de la població era de 15.906 $. Entorn del 2,4% de les famílies i el 3,8% de la població estaven per davall del llindar de pobresa.

## Poblacions més properes
El següent diagrama mostra les poblacions més properes.